# Plectrohyla avia
Plectrohyla avia es una especie de anfibios de la familia Hylidae.
Habita en Guatemala y en Chiapas (México).
Sus hábitats naturales son los montanos secos y los ríos. Está amenazada de extinción por la destrucción de su hábitat natural.